# Takhatpur
Takhatpur è una suddivisione dell'India, classificata come nagar panchayat, di 16.989 abitanti, situata nel distretto di Bilaspur, nello stato federato del Chhattisgarh. In base al numero di abitanti la città rientra nella classe IV (da 10.000 a 19.999 persone).

## Geografia fisica
La città è situata a 22° 8' 60 N e 81° 52' 0 E e ha un'altitudine di 268 m s.l.m..

## Società

### Evoluzione demografica
Al censimento del 2001 la popolazione di Takhatpur assommava a 16.989 persone, delle quali 8.650 maschi e 8.339 femmine. I bambini di età inferiore o uguale ai sei anni assommavano a 2.365, dei quali 1.218 maschi e 1.147 femmine. Infine, coloro che erano in grado di saper almeno leggere e scrivere erano 11.525, dei quali 6.604 maschi e 4.921 femmine.